# Moroni (Komoren)
Moroni ([moˈroːni], arabisch موروني, DMG Mūrūnī) ist die Hauptstadt und mit 74.749 Einwohnern (Stand 2017) die größte Stadt der Komoren.
Die Stadt liegt an der Westküste der Insel Njazidja, die auch unter dem französischen Namen Grande Comore bekannt ist.

## Geschichte
Moroni war durch arabische Siedler möglicherweise im Laufe des 10. Jahrhunderts gegründet worden. Im 15. Jahrhundert erlebte die Stadt einen Aufschwung, da sich Araber und Perser in der Stadt niederließen und Moroni zu einem regionalen Handelszentrum machten. Moroni war die Hauptstadt des Sultanats von Bambao, das 1886 Teil des vereinigten Staates Ngazidja wurde. Seit 1962 ist Moroni die Hauptstadt der Komoren. Am 20. Dezember 2003 wurde in Moroni nach dem Bürgerkrieg auf den Komoren ein Abkommen unterzeichnet, das freie und demokratische Wahlen festschreibt. Nahe der Stadt befindet sich der Vulkan Karthala, der seit Beginn des 19. Jahrhunderts bereits 20-mal aktiv war. Die letzten schweren Ausbrüche ereigneten sich im April 2005 und Mai 2006. 2005 wurden in Anbetracht der Gefahr durch Lavaflüsse und vulkanische Gase mehr als 40.000 Menschen in und um Moroni evakuiert. Im Mai des Jahres 2006 kam es zu einem weiteren Ausbruch des Karthalas, infolge dessen sich eine Wolke aus Staub und Rauch bildete, die Moroni überzog. Auch dieser Ausbruch führte zu lokalen Evakuierungen.
Die Stadt hatte 1990 circa 23.400 Einwohner, 2017 etwa 75.000.

## Infrastruktur
Moroni besitzt einen internationalen Flughafen, den Prince Said Ibrahim International Airport. Nahe dem Stadtzentrum befindet sich ebenfalls der kleine Flugplatz Moroni-Iconi.

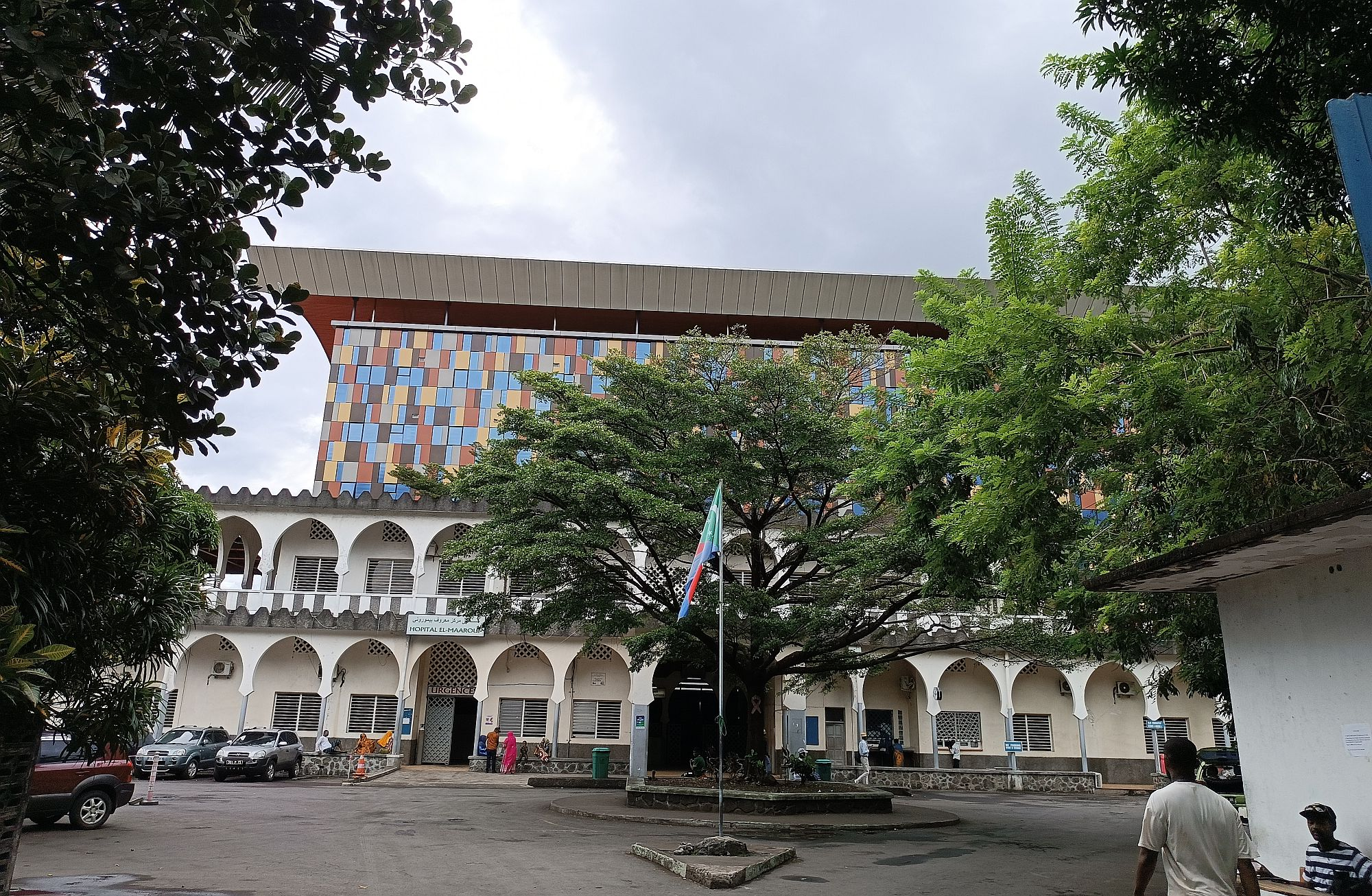
Krankenhaus

Der Neubau des Krankenhauses Centre Hospitalier National El-Maarouf wurde 2024 fertiggestellt, es ist das größte Gebäude des Landes.
In Moroni befindet sich das Stade de Beaumer, das ehemalige Nationalstadion der Komoren, sowie die Église de Sainte Thérèse de l’Enfant Jésus, eines von zwei katholischen Kirchengebäuden auf den islamisch geprägten Komoren. Das Palais du Peuple (Komorische Parlament) mit der Unionsversammlung, die Zentralbank und alle Ministerien und Dienststellen der Union haben ihren Sitz in der Stadt. Die Universität der Komoren hat ebenfalls in Moroni ihren Sitz. Im Musée National des Comores ist u. a. der Quastenflosser (Latimeria chalumnae), komorisch Kombessa genannt, aus dem aufsehenerregenden Fund von 1952 ausgestellt.
Ein weiteres prägendes Gebäude der Stadt ist das Mausouleum Abdallahs, das an den Präsidenten der Komoren, Ahmed Abdallah, erinnert, der am 20. November 1989 von einem französischen Söldner ermordet wurde.

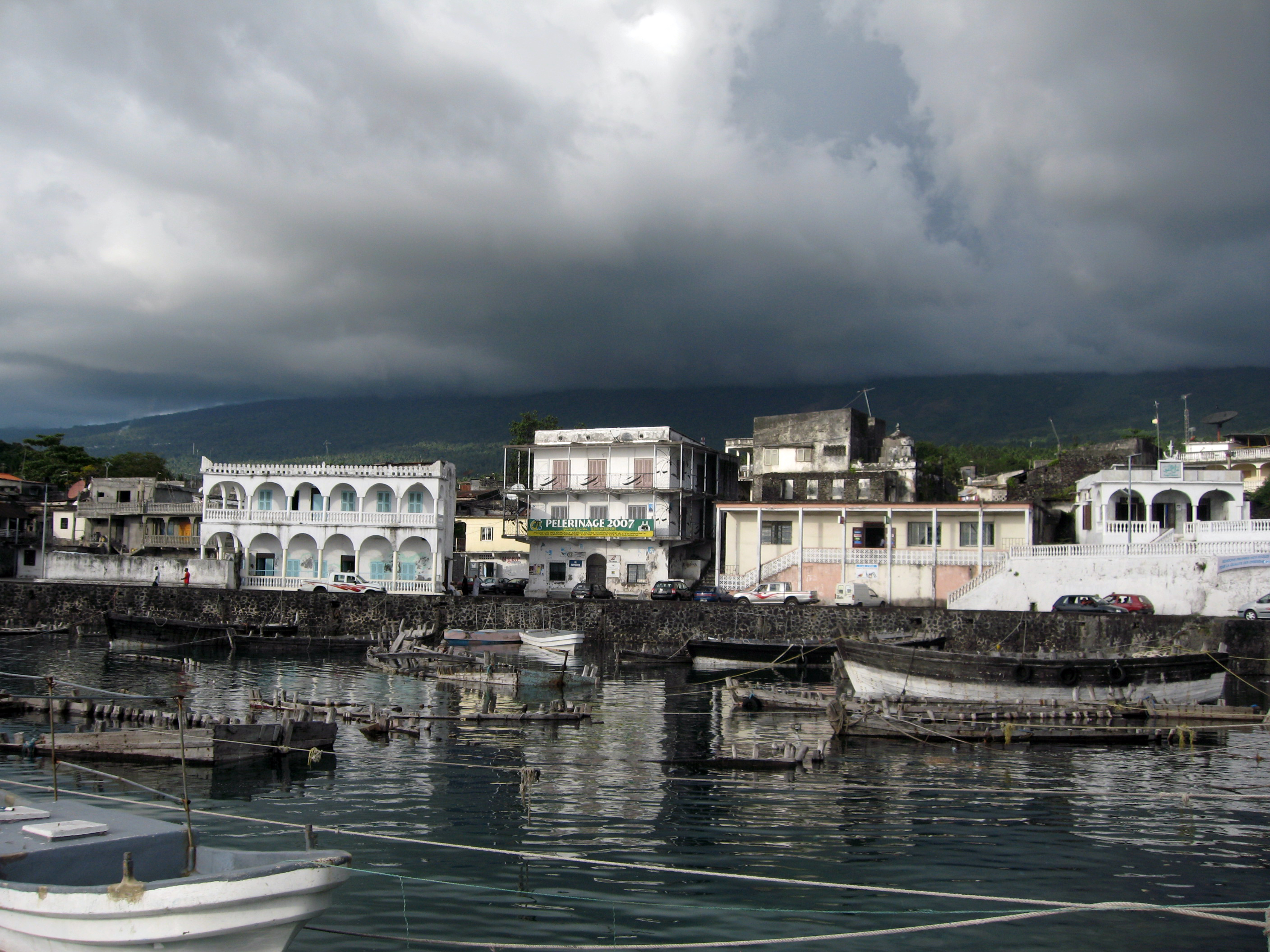
Hafen von Moroni mit motorlosen Boutrys zum Entladen ankommender Schiffe

### Hafen
Moroni verfügt über einen Hafen mit Schiffsverbindungen zum afrikanischen Festland und den anderen Komoreninseln Mwali (französisch Mohéli), Nzwani (französisch Anjouan) und der zu Frankreich gehörenden Insel Mayotte sowie nach Mahajanga (Madagaskar). Das Be- und Entladen von Schiffen erfolgt zum Teil durch eine Vielzahl motorloser Boote, sogenannter Boutrys.

## Klima

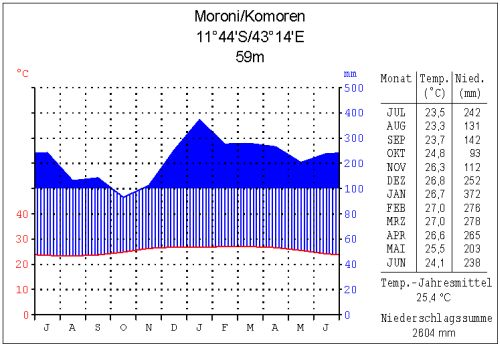
Klimadiagramm

In Moroni herrscht tropisches Regenwaldklima nach der Köppen-Geiger-Klassifikation. Der Jahresniederschlag beträgt 2.700 mm. Vor allem in der Monsunzeit zwischen November und April fällt sehr viel Niederschlag. Der Oktober ist mit 97 mm der niederschlagsärmste Monat des Jahres.
Die Luftfeuchtigkeit beträgt im Durchschnitt 69 bis 79 %. Die Höchsttemperaturen liegen zwischen 32 und 34 °C. Die Tiefsttemperaturen zwischen 14 und 20 °C. Aufgrund der Nähe zum Äquator treten auch häufig Zyklone auf.

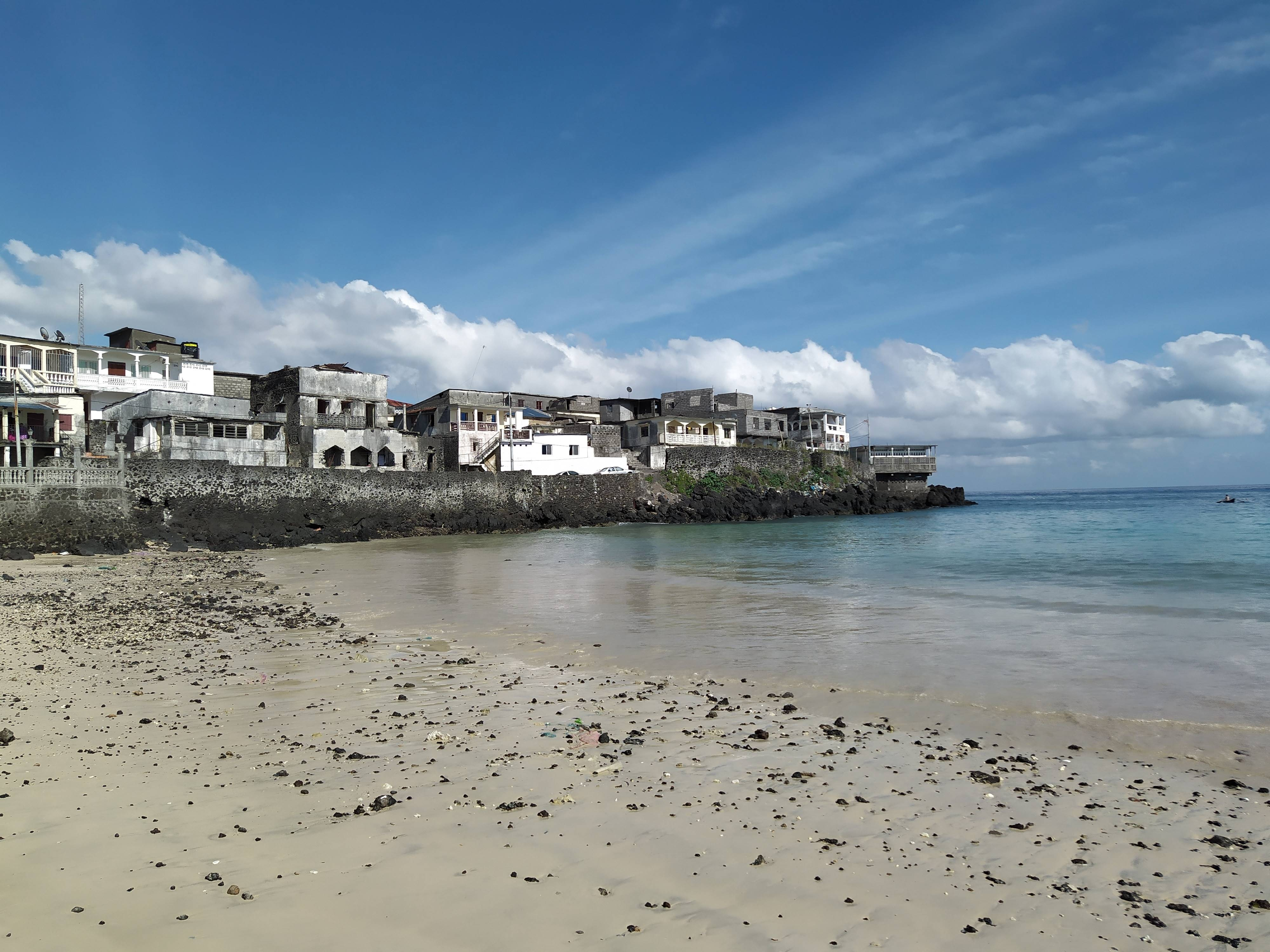
Strand

|                       | Jan | Feb | Mär | Apr | Mai | Jun | Jul | Aug | Sep | Okt | Nov | Dez |   |      |
| Mittl. Tagesmax. (°C) | 34  | 34  | 35  | 34  | 33  | 32  | 31  | 31  | 31  | 33  | 34  | 36  | ⌀ | 33,2 |
| Mittl. Tagesmin. (°C) | 20  | 20  | 20  | 20  | 17  | 14  | 14  | 14  | 15  | 16  | 18  | 19  | ⌀ | 17,2 |
|                       |     |     |     |     |     |     |     |     |     |     |     |     |   |      |
| Niederschlag (mm)     | 364 | 293 | 279 | 316 | 256 | 266 | 244 | 150 | 108 | 97  | 108 | 219 | Σ | 2700 |
|                       |     |     |     |     |     |     |     |     |     |     |     |     |   |      |
| Sonnenstunden (h/d)   | 187 | 177 | 225 | 192 | 232 | 231 | 236 | 232 | 221 | 237 | 230 | 212 | ⌀ | 218  |
|                       |     |     |     |     |     |     |     |     |     |     |     |     |   |      |
| Regentage (d)         | 18  | 16  | 18  | 18  | 12  | 12  | 12  | 10  | 11  | 12  | 12  | 16  | Σ | 167  |
|                       |     |     |     |     |     |     |     |     |     |     |     |     |   |      |
| Luftfeuchtigkeit (%)  | 79  | 77  | 76  | 74  | 69  | 66  | 65  | 65  | 70  | 73  | 69  | 72  | ⌀ | 71,2 |

| 20 |

| 20 |

| 20 |

| 20 |

| 17 |

| 14 |

| 14 |

| 14 |

| 15 |

| 16 |

| 18 |

| 19 |

| 20 |

| 20 |

| 20 |

| 20 |

| 17 |

| 14 |

| 14 |

| 14 |

| 15 |

| 16 |

| 18 |

| 19 |

| N i e d e r s c h l a g | 364 | 293 | 279 | 316 | 256 | 266 | 244 | 150 | 108 | 97  | 108 | 219 |
|                         | Jan | Feb | Mär | Apr | Mai | Jun | Jul | Aug | Sep | Okt | Nov | Dez |

## Sonstiges
- Der wissenschaftliche Name des Karthalabrillenvogels, Zosterops mouroniensis, bezieht sich auf Moroni.
- Das katholische Apostolische Vikariat des Archipels der Komoren hat seinen Bischofssitz in Moroni.

## Persönlichkeiten
- Fazul Abdullah Muhammad (1972 oder 1974–2011), mutmaßliches Al-Qaida-Mitglied
- Mohamed Daoudou (* 1973), Politiker
- Samir Bertin d’Avesnes (* 1986), Fußballspieler beim Erstligisten SC Bastia
- Hadji Hassane (* 1997), Schwimmer
- Denika Kassim (* 1997), Leichtathletin
- Amed Elna (* 1999), Sprinterin